# Setge de Viena (1529)
El setge de Viena va marcar l'apogeu de la invasió de l'Imperi Otomà a Europa. Dirigit pel mateix soldà Solimà el Magnífic el de 1529 fou el primer dels tres setges que els otomans feren sobre la capital del Sacre Imperi.

## Antecedents
Amb la victòria a la batalla de Mohács (1526) i la mort del seu rei Lluís II, l'Imperi Otomà va guanyar el control d'Hongria. Joan Zapolya i l'arxiduc Ferran d'Àustria van reclamar el tron i en la batalla de Tokaj, de l'any 1527, entre els partidaris de Ferran i els partidaris de Joan, donà la victòria a Ferran i consolidà el domini austríac sobre les restes de l'antic Regne d'Hongria. Per evitar aquesta situació inacceptable, Solimà el Magnífic va envair el territori la tardor de 1529 amb uns entre 90.000 i 120.000 homes.

## Desenvolupament tàctic
El 27 de setembre de 1529 les tropes otomanes van iniciar el setge de Viena. Els defensors austríacs de la ciutat van rebre poca ajuda exterior, encara que a la fi va ser rellevant. Aquesta es componia de mercenaris vinguts de diferents setges d'Europa, però tenia el seu nucli fort en 1.000 lansquenets alemanys dirigits pel comte Nicolau de Salm i 700 arcabussers espanyols enviats per la reina vídua Maria d'Habsburg, germana de Ferran. Aquests últims van destacar en la defensa de la zona nord, impedint l'enemic establir-se a les ribes del Danubi al costat de la ciutat.
Per part otomana, malgrat la seva superioritat numèrica, l'exèrcit estava mal equipat per a un setge i la seva tasca va ser obstaculitzada per la neu i les inundacions. Solimà es va retirar a Constantinoble a les portes de l'hivern (mitjans d'octubre).

## Conseqüències
El soldà va voler intentar de nou la conquesta de la ciutat el 1532, però va trobar els defensors amb el suport d'un gran exèrcit sota el comandament del germà de Ferran, l'emperador Carles V, i no va poder acostar-s'hi.
Encara es produiria un segon setge a Viena, durant el regnat de l'emperador Leopold I, l'any 1683.

## Literatura
La editorial Española Cascaborra, té en el seu catàleg un cómic en el que es narra aquest episodi històric, titulat "El Sitio de Viena" pels autors catalans Joan Bor y Santiaguete.